# Selvaggio west (serie televisiva)
Selvaggio west o Quel selvaggio west (The Wild Wild West) è una serie televisiva statunitense in 104 episodi trasmessi per la prima volta nel corso di 4 stagioni dal 1965 al 1969.
La serie mescola i generi del western, della fantascienza (fantawestern) e dello spionaggio.
Un decennio dopo la conclusione della serie, con il cast originale vennero realizzati due film per la televisione, The Wild Wild West Revisited (1979) e More Wild Wild West (1980). La serie ha inoltre ispirato il film Wild Wild West (1999) con Will Smith.

## Trama
I due agenti segreti James T. West, pistolero affascinante (interpretato da Robert Conrad), e Artemus Gordon (interpretato da Ross Martin), brillante maestro dei travestimenti, sono in missione permanente per proteggere il presidente degli Stati Uniti Ulysses S. Grant da ogni sorta di minaccia. Gli agenti viaggiano a bordo di un treno di lusso riservato esclusivamente a loro, dotato di ogni comfort e di un laboratorio. James West aveva prestato servizio come ufficiale di cavalleria nella guerra civile americana. Dopo essersi ritirato dal servizio nel 1880 vive in un ranch in Messico. Gordon ha invece un passato più oscuro e si sa solo che è stato attore in una compagnia itinerante e che interpretava le commedie di Shakespeare.

## Episodi
| Stagione         | Episodi | Prima TV USA |
| ---------------- | ------- | ------------ |
| Prima stagione   | 28      | 1965-1966    |
| Seconda stagione | 28      | 1966-1967    |
| Terza stagione   | 24      | 1967-1968    |
| Quarta stagione  | 24      | 1968-1969    |

## Personaggi
Principali
- James T. West (104 episodi, 1965-1969), interpretato da Robert Conrad.
- Artemus Gordon (99 episodi, 1965-1969), interpretato da Ross Martin.

Secondari
- Scagnozzo (44 episodi, 1966-1969), interpretato da Dick Cangey.
- Scagnozzo (39 episodi, 1966-1969), interpretato da Whitey Hughes.
- Scagnozzo (30 episodi, 1967-1969), interpretato da Red West.
- Scagnozzo (14 episodi, 1966-1969), interpretato da Fred Stromsoe.
- Scagnozzo (14 episodi, 1965-1968), interpretato da Bob Herron.
- Maggiordomo (14 episodi, 1965-1969), interpretato da Mickey Golden.
- dottor Miguelito Loveless (10 episodi, 1965-1968), interpretato da Michael Dunn.
- colonnello James Richmond (10 episodi, 1966-1969), interpretato da Douglas Henderson.
- Cass (9 episodi, 1967-1968), interpretato da Jerry Laveroni.
- Judd Brass (8 episodi, 1968-1969), interpretato da James M. George.
- Angelo (8 episodi, 1965-1966), interpretato da Bill Catching.
- guardia (7 episodi, 1965-1967), interpretato da John Hudkins.
- Antoinette (6 episodi, 1965-1966), interpretato da Phoebe Dorin.
- presidente Ulysses S. Grant (6 episodi, 1966-1969), interpretato da Roy Engel.
- Bluebeard (6 episodi, 1965-1966), interpretato da Michael Masters.
- agente Following Amelie (6 episodi, 1965-1967), interpretato da George DeNormand.
- Banquet Guest (6 episodi, 1965-1967), interpretato da Jack Tornek.
- dottor Horatio Occularis II (5 episodi, 1966-1969), interpretato da Robert Ellenstein.
- Andre Couteau (5 episodi, 1965-1967), interpretato da Chuck O'Brien.
- Jeremy Pike (4 episodi, 1968-1969), interpretato da Charles Aidman.
- Frank Harper (4 episodi, 1967-1969), interpretato da William Schallert.
- Frank Roach (4 episodi, 1965-1968), interpretato da Robert Phillips.
- Aaron (4 episodi, 1965-1968), interpretato da H. M. Wynant.
- Marius Ascoli (4 episodi, 1965-1968), interpretato da Arthur Batanides.
- Voltaire (4 episodi, 1965-1968), interpretato da Richard Kiel.
- Charlie (4 episodi, 1965-1968), interpretato da Walker Edmiston.
- Amos Rawlins (4 episodi, 1966-1969), interpretato da John Pickard.
- Grooves (4 episodi, 1965-1968), interpretato da Don Rizzan.
- Tennyson (4 episodi, 1965), interpretato da Charles Davis.
- Ascot Sam (4 episodi, 1966-1968), interpretato da Andre Philippe.
- Felton (4 episodi, 1966-1969), interpretato da Gene Tyburn.

## Produzione
La serie, ideata da Michael Garrison, fu prodotta da Bruce Lansbury Productions, Columbia Broadcasting System e Michael Garrison Productions e girata negli studios della CBS a Los Angeles in California, nell'Iverson Ranch di Los Angeles, nel Bronson Canyon e nella Vasquez Rocks Natural Area Park, ad Agua Dulce, California. Sviluppato in un momento in cui il genere western nella televisione occidentale stava perdendo terreno in favore di quello spionistico, questa serie fu concepita dal suo creatore, Michael Garrison, come un "James Bond a cavallo".
Tra le guest star: Boris Karloff, Robert Duvall, Leslie Nielsen, Carroll O'Connor, Ida Lupino, Sammy Davis Jr., Ed Begley, Edward Asner, Bo Hopkins e Martin Landau.

### Registi
Tra i registi della serie sono accreditati:
- Irving J. Moore (26 episodi, 1965-1969)
- Alan Crosland Jr. (11 episodi, 1965-1968)
- Marvin J. Chomsky (11 episodi, 1967-1969)
- Robert Sparr (5 episodi, 1966-1967)
- Charles R. Rondeau (4 episodi, 1967-1969)
- James B. Clark (4 episodi, 1967-1968)
- Mike Moder (4 episodi, 1968-1969)
- Richard Donner (3 episodi, 1966)
- Michael Caffey (3 episodi, 1967-1968)
- Alex Nicol (3 episodi, 1967-1968)
- Richard C. Sarafian (2 episodi, 1965)
- Don Taylor (2 episodi, 1965)
- William Witney (2 episodi, 1965)
- Edward Dein (2 episodi, 1966)
- Lee H. Katzin (2 episodi, 1966)
- Ralph Senensky (2 episodi, 1966)
- Gunnar Hellström (2 episodi, 1967)
- Bernard McEveety (2 episodi, 1968-1969)

## Distribuzione
La serie fu trasmessa negli Stati Uniti dal 1965 al 1969 sulla rete televisiva CBS. In Italia è stata trasmessa su RaiUno con il titolo Quel selvaggio west dall'ottobre 1967 e su emittenti locali dal settembre 1978 al 1980 con il titolo Selvaggio west.